# ザ・ビートルズ・ムービー・メドレー
「ザ・ビートルズ・ムービー・メドレー」（The Beatles Movie Medley）は、ビートルズの映画作品『ビートルズがやって来るヤァ!ヤァ!ヤァ!』、『ヘルプ!4人はアイドル』、『マジカル・ミステリー・ツアー』、『イエロー・サブマリン』、『レット・イット・ビー』で使用された楽曲から選出された7曲をメドレー形式で繋いだ作品。1982年3月にシングル盤として発売され、全英シングルチャートでは最高位10位、Billboard Hot 100では3週連続で最高位12位を獲得した。
発売形態は7インチシングル盤のみで、アルバムには未収録であるうえに、音楽配信やCD形態での再発売もされていない。

## メドレー曲
アルバム『リール・ミュージック』に収録された作品から7曲がメドレーとなっている。曲順は以下の通りである。
- マジカル・ミステリー・ツアー - Magical Mystery Tour
- 愛こそはすべて - All You Need Is Love
- 悲しみはぶっとばせ - You've Got to Hide Your Love Away
- 恋する二人 - I Should Have Known Better
- ア・ハード・デイズ・ナイト - A Hard Day's Night
- 涙の乗車券 - Ticket To Ride
- ゲット・バック - Get Back

## リリース
アメリカでは1982年3月22日にキャピトル・レコードよりコンピレーション・アルバム『リール・ミュージック』と同時発売され、イギリスでは5月24日にパーロフォンより発売された。イギリス盤のB面には、当初映画『ビートルズがやって来るヤァ!ヤァ!ヤァ!』に関するメンバーへのインタビュー音源が収録されていたが、後の再発盤では「すてきなダンス」に差し替えられた。

## チャート成績

### 週間チャート
| チャート (1982年)                    | 最高位 |
| ------------------------------------ | ------ |
| オーストラリア (Kent Music Report)   | 33     |
| Canada Top Singles (RPM Top Singles) | 16     |
| ベルギー (Ultratop 50 Flanders)      | 35     |
| オランダ (Single Top 100)            | 24     |
| アイルランド (IRMA)                  | 12     |
| UK シングルス (OCC)                  | 10     |
| US Billboard Hot 100                 | 12     |
| US Adult Contemporary (Billboard)    | 15     |
| US Cash Box Top 100                  | 14     |

### 年間チャート
| チャート (1982年)               | 順位 |
| ------------------------------- | ---- |
| US (Joel Whitburn's Pop Annual) | 82   |
| US Cash Box Top 100             | 86   |